# Hirasea
Hirasea es un género de moluscos pulmonados de la familia Charopidae, una familia endémica de las islas Hawaianas.

## Especies
Se han reconocido en este género las siguientes especies:
- Hirasea acutissima
- Hirasea biconcava
- Hirasea chichijimana
- Hirasea diplomphalus
- Hirasea eutheca
- Hirasea goniobasis
- Hirasea hypolia
- Hirasea insignis
- Hirasea major
- Hirasea mirabilis
- Hirasea nesiotica
- Hirasea operculina
- Hirasea planulata
- Hirasea profundispira
- Hirasea sinuosa